# Mercer (Maine)
Mercer ist eine Town im Somerset County des Bundesstaates Maine in den Vereinigten Staaten. Im Jahr 2020 lebten dort 709 Einwohner in 422 Haushalten auf einer Fläche von 70,86 km².

## Geographie
Nach dem United States Census Bureau hat Mercer eine Gesamtfläche von 70,86 km², von der 69,18 km² Land sind und 1,68 km² aus Gewässern bestehen.

### Geographische Lage
Mercer liegt im Südwesten des Somerset Countys und grenzt an das Franklin County im Westen und das Kennebec County im Süden. Der in südliche Richtung fließende Sandy River bildet die nördliche Grenze des Gebietes. Zentral auf dem Gebiet liegt die Mercer Bog Wildlife Management Area. Im Südosten grenzt der North Pond an. Die Oberfläche ist leicht hügelig, der 177 m hohe Beech Hill ist die höchste Erhebung in der Town.

### Nachbargemeinden
Alle Entfernungen sind als Luftlinien zwischen den offiziellen Koordinaten der Orte aus der Volkszählung 2010 angegeben.
- Norden: Starks, 10,9 km
- Nordosten: Norridgewock, 12,0 km
- Südosten: Smithfield, 8,5 km
- Süden: Rome, Kennebec County, 3,3 km
- Westen: New Sharon, Franklin County, 10,3 km

### Stadtgliederung
In Mercer gibt es zwei Siedlungsgebiete: East Mercer und Mercer.

### Klima
Die mittlere Durchschnittstemperatur in Mercer liegt zwischen −11,1 °C (12 °F) im Januar und 20,0 °C (68 °F) im Juli. Damit ist der Ort gegenüber dem langjährigen Mittel der USA um etwa 9 Grad kühler. Die Schneefälle zwischen Oktober und Mai liegen mit bis zu zweieinhalb Metern mehr als doppelt so hoch wie die mittlere Schneehöhe in den USA; die tägliche Sonnenscheindauer liegt am unteren Rand des Wertespektrums der USA.

## Geschichte
Die Town Mercer wurde am 22. Juni 1804 organisiert. Das Gebiet wurde 1799 zusammen mit dem „Black Settlement“ als Industry Plantation organisiert. Das Black Settlement bildet heute die Town Industry. Ursprünglich gehörte das Gebiet zum Plymouth Claim (Kennebec Purchase).
Teile von Starks wurden in den Jahren 1835 und 1865 hinzugenommen. Im Jahr 1840 wurde Land an Smithfield und New Sharon abgegeben und 1849 sowie 1852 an Norridgewock.
Der erste Siedler vor Ort war der Brigadier-General des Amerikanischen Unabhängigkeitskriegs Hugh Mercer, nach dem die Town benannt wurde.

### Einwohnerentwicklung
| Volkszählungsergebnisse – Town of Mercer, Maine | Volkszählungsergebnisse – Town of Mercer, Maine | Volkszählungsergebnisse – Town of Mercer, Maine | Volkszählungsergebnisse – Town of Mercer, Maine | Volkszählungsergebnisse – Town of Mercer, Maine | Volkszählungsergebnisse – Town of Mercer, Maine | Volkszählungsergebnisse – Town of Mercer, Maine | Volkszählungsergebnisse – Town of Mercer, Maine | Volkszählungsergebnisse – Town of Mercer, Maine | Volkszählungsergebnisse – Town of Mercer, Maine | Volkszählungsergebnisse – Town of Mercer, Maine |
| Jahr                                            | 1800                                            | 1810                                            | 1820                                            | 1830                                            | 1840                                            | 1850                                            | 1860                                            | 1870                                            | 1880                                            | 1890                                            |
| ----------------------------------------------- | ----------------------------------------------- | ----------------------------------------------- | ----------------------------------------------- | ----------------------------------------------- | ----------------------------------------------- | ----------------------------------------------- | ----------------------------------------------- | ----------------------------------------------- | ----------------------------------------------- | ----------------------------------------------- |
| Einwohner                                       |                                                 | 562                                             | 743                                             | 1210                                            | 1432                                            | 1186                                            | 1059                                            | 846                                             | 755                                             | 584                                             |
| Jahr                                            | 1900                                            | 1910                                            | 1920                                            | 1930                                            | 1940                                            | 1950                                            | 1960                                            | 1970                                            | 1980                                            | 1990                                            |
| Einwohner                                       | 493                                             | 441                                             | 453                                             | 408                                             | 381                                             | 348                                             | 272                                             | 313                                             | 448                                             | 593                                             |
| Jahr                                            | 2000                                            | 2010                                            | 2020                                            | 2030                                            | 2040                                            | 2050                                            | 2060                                            | 2070                                            | 2080                                            | 2090                                            |
| Einwohner                                       | 647                                             | 664                                             | 709                                             |                                                 |                                                 |                                                 |                                                 |                                                 |                                                 |                                                 |

## Kultur und Sehenswürdigkeiten

### Bauwerke
In Mercer wurden mehrere Bauwerke und ein District unter Denkmalschutz gestellt und ins National Register of Historic Places aufgenommen.
- Ingalls House, 1975 unter der Register-Nr. 75000110.[10]
- Mercer Union Meetinghouse, 2007 unter der Register-Nr. 06001223.[11]
- Henry Knox Thatcher House, 2002 unter der Register-Nr. 02001273.[12]

## Wirtschaft und Infrastruktur

### Verkehr
Durch Mercer verläuft der U.S. Highway 2 in westöstlicher Richtung. Die Maine State Route 137 zweigt von ihm in südliche Richtung ab.

### Öffentliche Einrichtungen
Es gibt keine medizinische Einrichtung in Mercer. Die nächstgelegenen befinden sich in Madison, Skowhegan, Farmington und Waterville.
In Mercer befindet sich die Mercer Shaw Library in der Beach Hill Road.

### Bildung
Mercer gehört mit Canaan, Cornville, Norridgewock, Skowhegan und Smithfield zum RSU #54/MSAD #54 School District.
Im Schulbezirk werden mehrere Schulen angeboten:
- North Elementary School in Skowhegan, Pre-Kindergarten und Kindergarten
- Canaan Elementary School in Canaan, mit Schulklassen von Pre-Kindergarten bis 8. Schuljahr
- Mill Stream Elementary School in Norridgewock, mit Schulklassen von Pre-Kindergarten bis 6. Schuljahr
- Bloomfield Elementary School in Skowhegan, mit den Schulklassen 1 bis 3
- Margaret Chase Smith School in Skowhegan, mit den Schulklassen 4 bis 5
- Marti Stevens Learning Center in Skowhegan
- Skowhegan Area Middle School in Skowhegan, mit den Schulklassen 6 bis 8
- Skowhegan Area High School in Skowhegan, mit den Schulklassen 9 bis 12

## Persönlichkeiten

### Söhne und Töchter der Stadt
- James S. Wiley (1808–1891), Politiker
- Frank Andrew Munsey (1854–1925), Zeitschriften- und Zeitungsverleger und Schriftsteller